# Blocul Societatea „Astra Română“
Blocul Societatea „Astra Română“ este un monument istoric din București situat în Piața Rosetii, la intersecța bulevardului Carol I cu strada Hristo Botev.